# Quinzena de Cineastes
La Quinzena de Cineastes és una secció independent que es desenvolupa en el marc del Festival Internacional de Cinema de Canes. Va ser creada el 1969 pel gremi Société des réalisateurs de films després dels esdeveniments de Maig del 68 per motiu del qual es va cancel·lar el Festival de Canes i com a acció de solidaritat amb els treballadors que feien vaga.
La Quinzena de Cineastes exhibeix un programa de curtmetratges, llargmetratges i documentals de tot el món i ha permès descobrir nous talents com Michael Haneke, George Lucas, Ken Loach, els germans Dardenne, Spike Lee i Elena Martín.

## Direcció artística
La programació és supervisada per un director artístic. Aquest càrrec l'ocupa actualment Paolo Moretti que ha programat la Quinzena de Cineastes d'ençà el 2018.
- Pierre-Henri Deleau (1969–1999)
- Marie-Pierre Macia (1999–2003)
- Olivier Père (2004–2009)
- Frédéric Boyer (2009–2011)
- Édouard Waintrop (2012–2018)
- Paolo Moretti (2018- present)

## Documental
- 40x15. Les Quarante Ans de la Quinzaine des Réalisateurs, dirigit per Olivier Jahan, 2008.